# Aigle d'or (bande dessinée)
Pour les articles homonymes, voir Aigle d'or.
 (mars 2023).
Si vous disposez d'ouvrages ou d'articles de référence ou si vous connaissez des sites web de qualité traitant du thème abordé ici, merci de compléter l'article en donnant les références utiles à sa vérifiabilité et en les liant à la section « Notes et références ».
Aigle d'or est une bande dessinée petit format qui parut en deux séries [Où ?] :
- 35 numéros en 13 × 18 cm, éditeur SFPI à la fin des années 1950.
- 16 numéros en 13 × 18 cm, éditeur SFPI à partir de 1970.

On y trouve des récits d'Aigle d'or, un indien, qui font suite au « Gazelle blanche  »  de la Sagédition de 1949-1950.
D'autres bandes dessinées s'y trouvent aussi : Dewy, héros de la police montée, King le shériff, le capitaine Tornade.